# FAM177B
FAM177B (англ. Family with sequence similarity 177 member B) – білок, який кодується однойменним геном, розташованим у людей на 1-й хромосомі. Довжина поліпептидного ланцюга білка становить 158 амінокислот, а молекулярна маса — 18 145.
| 10         |  | 20         |  | 30         |  | 40         |  | 50         |
| ---------- |  | ---------- |  | ---------- |  | ---------- |  | ---------- |
| MEIDGFQQLD |  | LEKSVPSKKT |  | TPKRIIHFVD |  | GDIMEEYSTE |  | EEEEEEKEEQ |
| STNSTLDPSK |  | LSWGPYLRFW |  | AGRIASTSFS |  | TCEFLGGRFA |  | VFFGLTQPKY |
| QYVLNEFYRI |  | QNKKSDNKSE |  | RRGSKAQAAE |  | VPNEKCHLEA |  | GVQEYGTIQQ |
| DVTEAIPQ   |  |            |  |            |  |            |  |            |

A: Аланін

C: Цистеїн

D: Аспарагінова кислота

E: Глутамінова кислота

F: Фенілаланін

G: Гліцин

H: Гістидин

I: Ізолейцин

K: Лізин

L: Лейцин

M: Метіонін

N: Аспарагін

P: Пролін

Q: Глутамін

R: Аргінін

S: Серин

T: Треонін

V: Валін

W: Триптофан

Задіяний у такому біологічному процесі, як альтернативний сплайсинг. 